# Parafia Przemienienia Pańskiego w Polanie
Parafia Przemienienia Pańskiego w Polanie – parafia rzymskokatolicka znajdująca się w archidiecezji przemyskiej w dekanacie Lutowiska. Parafia jest prowadzona przez Salezjanów.

## Historia
W 1486 roku pojawiła się pierwsza wzmianka w źródłach o Polanie w dobrach Kmitów. W 1510 roku istniały w Polanie kościół i cerkiew z fundacji Kmitów. W 1712 roku Franciszek Urbański ufundował kaplicę. W 1747 roku dekretem bpa Wacława Hieronima Sierakowskiego została erygowana parafia, w której skład weszły miejscowości: Czarna, Żłobek, Lutowiska, Dwernik, Chmiel, Smolnik, Stuposiany, Bereski, Ustrzyki Górne, Wołosate, Wydrne, Żurawin, Zatwarnica, Sękowiec, Hulskie, Krywe, Berechy, Dydiowa, Krywka, Nasiczne i Caryńskie, Procisne, Rosochate, Paniszczów, Łokieć, Ruskie, Rosolin, Sokołowa Wola, Serednie Małe, Skorodne, Olchowiec i Leobrat, Chrewt. W 1770 roku zbudowano kolejny drewniany kościół, który w 1853 roku został konsekrowany przez bpa Franciszka Wierzchlejskiego pw. Przemienienia Pańskiego. 
W 1945 roku parafia przestała istnieć, gdyż całą ludność polską przesiedlono na zachód, a tereny te zostały włączone do ZSRR. Kościół uległ poważnemu zniszczeniu i profanacji. W 1951 roku w wyniku umowy o wymianie terytorium pomiędzy PRL i ZSRR wieś powróciła do Polski. W 1951 roku siedziba parafii została przeniesiona do Czarnej Górnej. W 1955 roku pracownicy PGR rozebrali resztki ścian kościoła w Polanie, a w 1958 roku osiedlili się Polacy. 
W 1969 roku dawna cerkiew została zaadaptowana na kościół filialny obsługiwany przez proboszcza z parafii Czarna. 15 czerwca 1982 roku bp Ignacy Tokarczuk dokonał rewidynkacji parafii, która została przekazana Towarzystwu Salezjańskiemu. Proboszczem nie obsadzonej przez 37 lat parafii został ks. Stanisław Zasada. W 1985 roku zbudowano plebanię i Dom Oazowy dla młodzieży.
W latach 1998–2013 zbudowano murowany kościół, który 17 listopada 2013 roku został poświęcony.
Na terenie parafii jest 389 wiernych (w tym: Polana – 357, Polana Ostre i Wydrne – 11, Paniszczów – 1, Chrewt – 12, Olchowiec – 4, Serednie Małe – 4, Tworylne).
W pierwszej połowie XX wieku diecezjalnymi proboszczami byli: ks. Józef Daszyk, ks. Jan Mróz, ks. Michał Huciński, ks. Władysław Jurasz, ks. Jan Pieniążek (do 1934), ks. Franciszek Glazar(1934–1945).
Proboszczowie parafii:
1982–1991. ks. Stanisław Zasada SDB.
1991–2000. ks. Józef Talik SDB.
2000–2009. ks. Stanisław Lasak SDB.
2009–2019. ks. Stanisław Gołyźniak SDB.
2019– nadal ks. Marek Rusek SDB.